# 蘇丹蘇萊曼清真寺 (烏克蘭)
蘇丹蘇萊曼清真寺全名蘇萊曼與許蕾姆清真寺（烏克蘭語：Мечеть Сулеймана і Роксолани）又稱馬里烏波爾清真寺（烏克蘭語：Маріупольська мечеть），是烏克蘭馬里烏波爾的清真寺，得名自鄂圖曼帝國蘇丹蘇萊曼一世與其皇后许蕾姆苏丹，於2007年10月建成。

## 歷史
穆斯林是馬里烏波爾的少數族群，當地有一些亞塞拜然社群（部分為戰爭難民），也有些土耳其裔烏克蘭人。2005年當地穆斯林開始興建清真寺，由馬里烏波爾一名土耳其裔商人以及亞塞拜然社群出資興建，2007年10月完工，同時開設了伊斯蘭文化中心（土耳其語：Islam Kültür Merkezi）。
2022年俄羅斯入侵烏克蘭、進圍馬里烏波爾期間，土耳其駐敖德薩領事館呼籲在馬里烏波爾的該國公民到蘇丹蘇萊曼清真寺避難。3月12日清真寺內有超過80人避難，烏克蘭外交部指清真寺遭俄軍轟炸，但清真寺協會主席伊斯梅爾·哈吉奧盧（İsmail Hacıoğlu）出面表示火箭彈轟炸地點距清真寺約700公尺，清真寺並未被擊中。

## 圖集

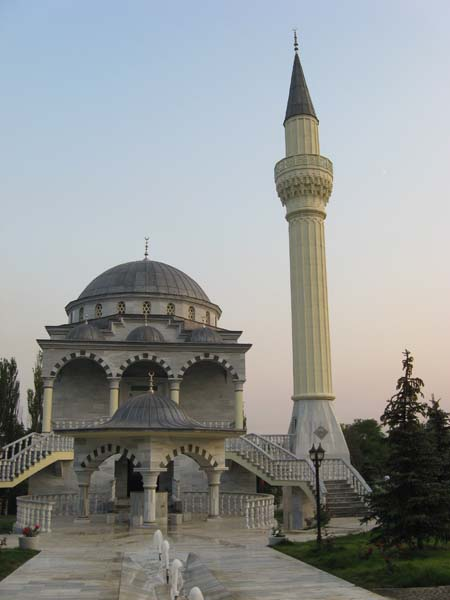
正面觀
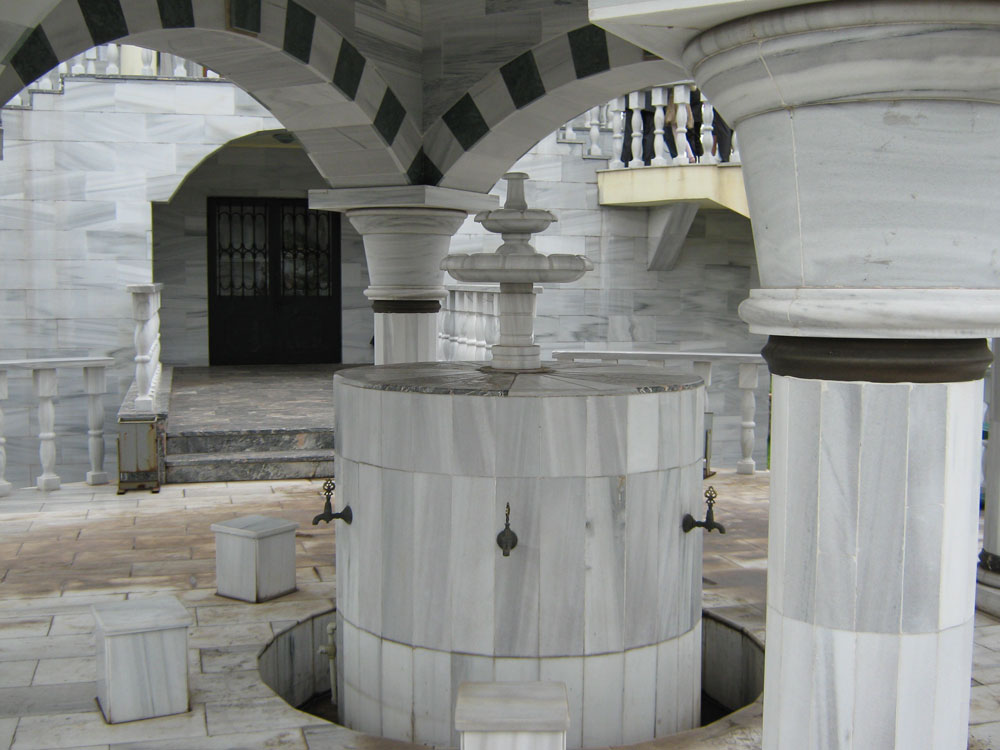
沙迪爾萬（英语：Shadirvan）（噴泉）
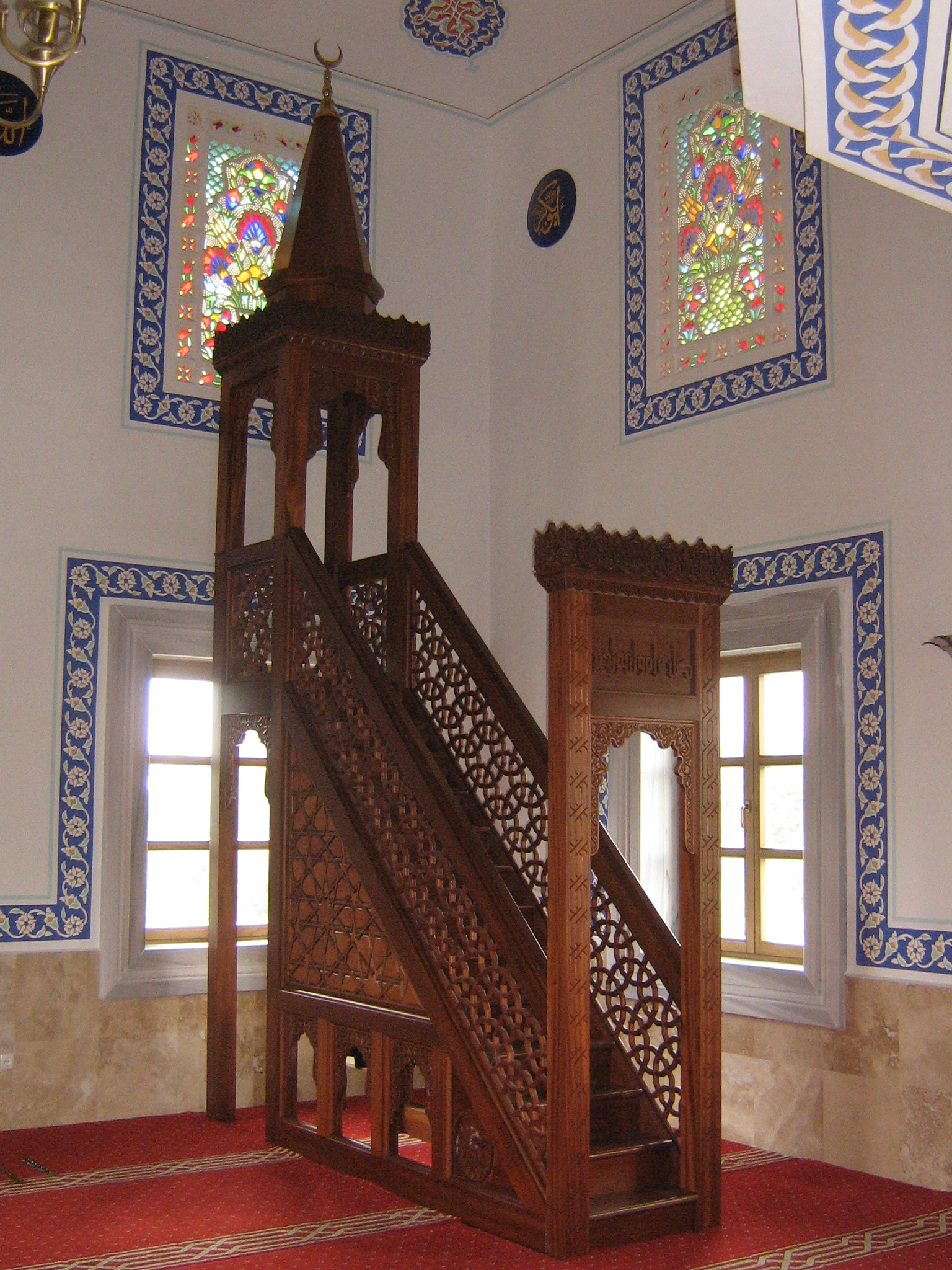
敏拜爾
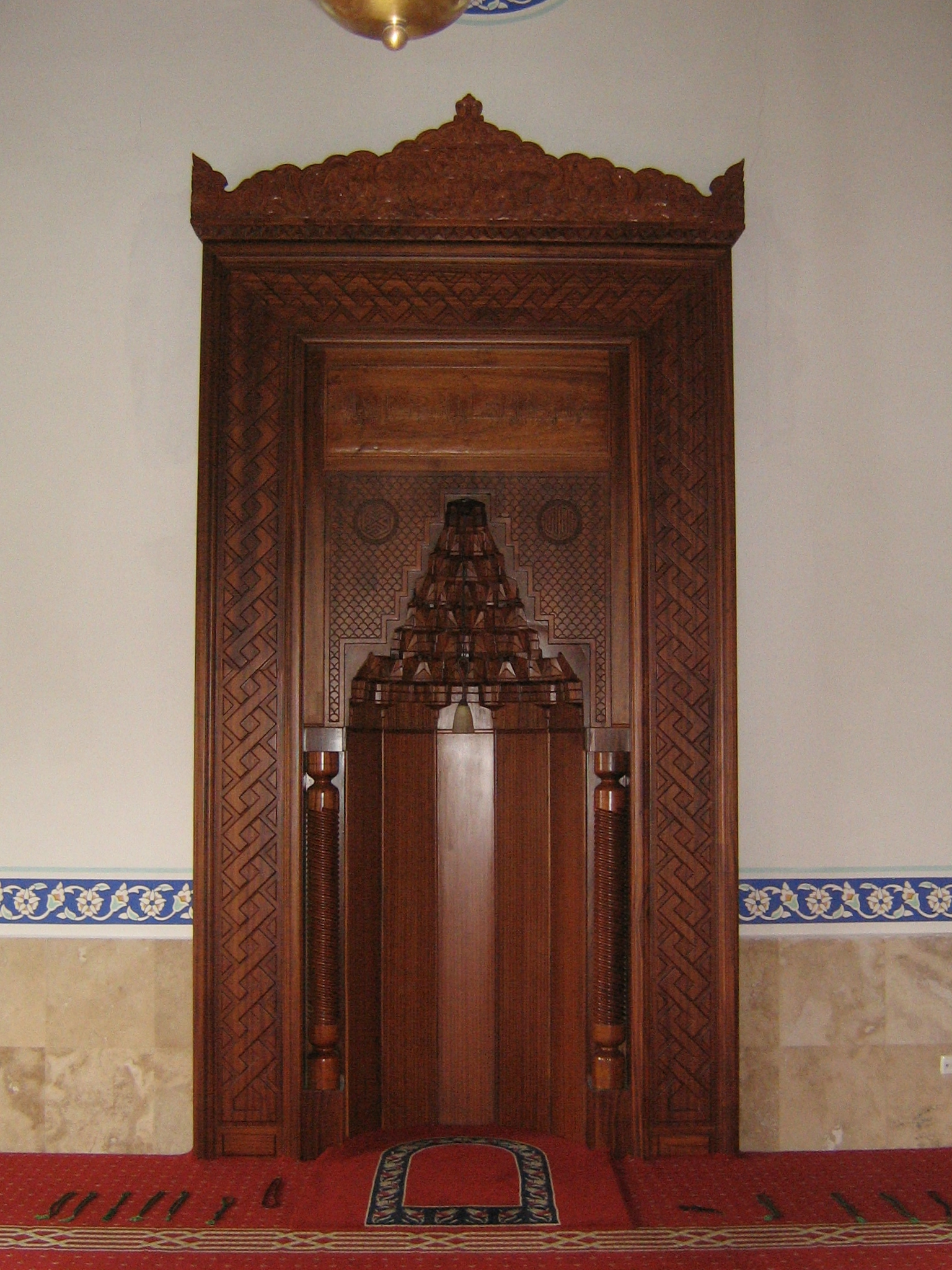
米哈拉布
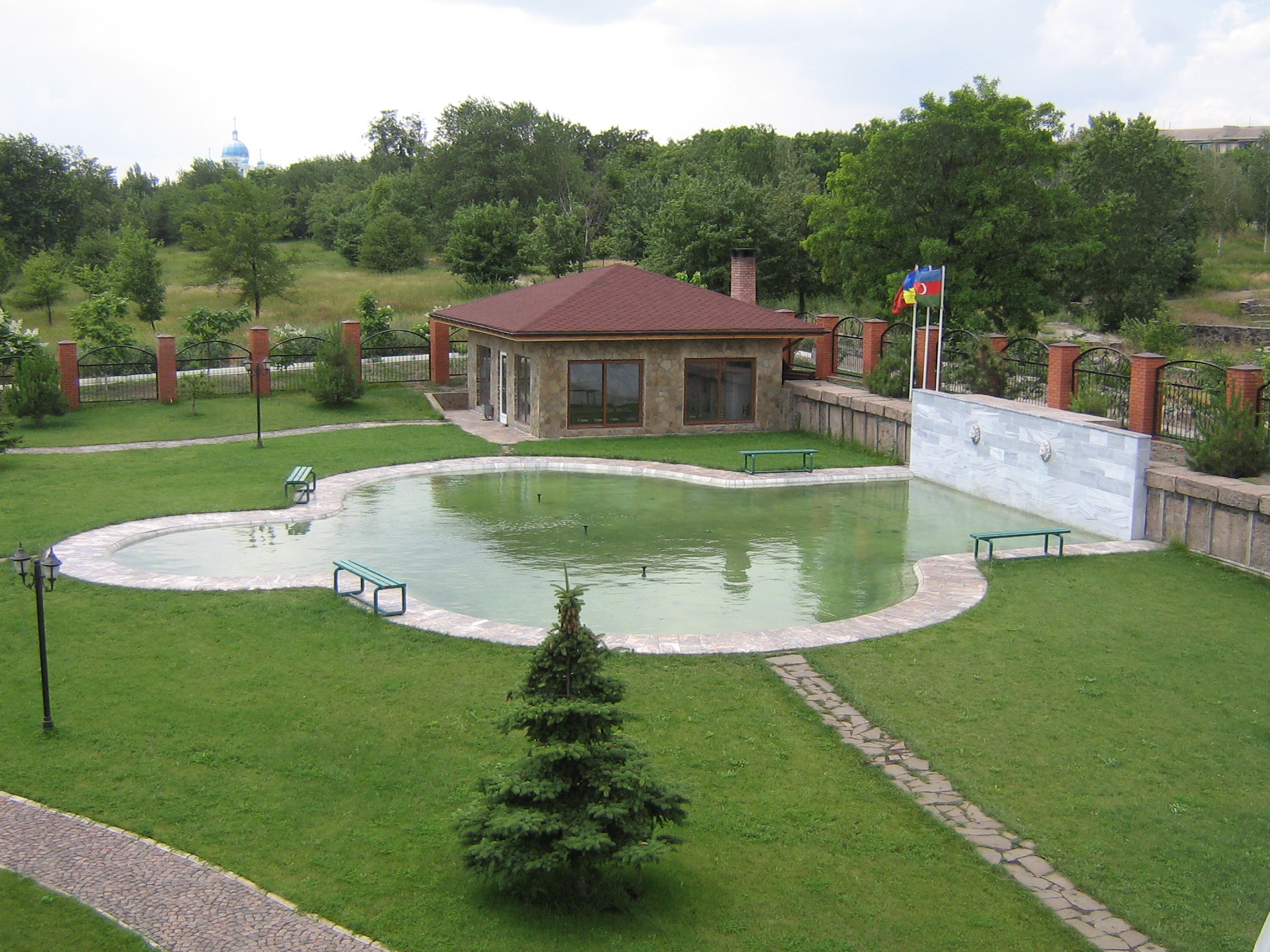
外側水池